# Psilostrophe villosa
Psilostrophe villosa là một loài thực vật có hoa trong họ Cúc. Loài này được Rydb. ex Britton miêu tả khoa học đầu tiên năm 1901.